# Youko Kasahara
Youko Kasahara (em japonês:  笠原 洋子; 1939) é uma ex-jogadora de voleibol do Japão que competiu nos Jogos Olímpicos de 1968.
Em 1968, ela fez parte da equipe japonesa que conquistou a medalha de prata no torneio olímpico.